# Иванцовка
Иванцовка — река в России, протекает в Белохолуницком районе Кировской области. Устье реки находится в 869 км по левому берегу реки Вятка. Длина реки составляет 48 км.
Исток реки в лесах в 24 км к северо-востоку от города Белая Холуница. Рядом с истоком Иванцовки находится исток реки Малый Кереч (бассейн Чёрной Холуницы). Река течёт на северо-запад, затем на запад, русло сильно извилистое. В среднем течении на правом берегу реки село Иванцево (Поломское сельское поселение), в селе на реке плотина и запруда. Ниже по течению на правом берегу деревни Иванцевская и Леушинцы. Впадает в Вятку в 8 км к юго-западу от села Полом.

## Притоки (км от устья)
- река Гарюша (лв)
- ручей Оловянный (пр)
- 18 км: река Пужавка (пр)
- 28 км: река Сольпа (лв)
- река Чумовка (пр)
- 35 км: река Кезва (лв)
- река Дизьмовка (пр)

## Данные водного реестра
По данным государственного водного реестра России относится к Камскому бассейновому округу, водохозяйственный участок реки — Вятка от истока до города Киров, без реки Чепца, речной подбассейн реки — Вятка. Речной бассейн реки — Кама.
Код объекта в государственном водном реестре — 10010300212111100031471.